# هترودونتوسور
هترودونتوسور (نام علمی: 'Heterodontosaurus') یا ناجوردندان (به معنی سوسمار دندان‌متفاوت)، سرده‌ای از دایناسورهای گیاه‌خوار مربوط به دورهٔ ژوراسیک پیشین بود که در ۱۹۹ تا ۱۹۶ میلیون سال پیش می‌زیست. تک‌گونه خاص این جنس هترودونتوسور توکی نام دارد.
سنگوارهٔ این دایناسور در آفریقای جنوبی کشف شده‌است و در سال ۱۹۶۲ به وسیله کرومپتون و کاریس نام‌گذاری شد.

## مطالعه بیشتر
- Olshevsky, G. 2010. Dinosaur Genera List بایگانی‌شده  در ۱۵ ژوئیه ۲۰۱۱ توسط Wayback Machine. Retrieved July 7, 2010.
- Tweet, J. N.d. Thescelosaurus!. Retrieved April 16, 2009.
- Walters, M. & J. Paker 1995. Dictionary of Prehistoric Life. Claremont Books. ISBN 1-85471-648-4.
- Weishampel, D.B. , P. Dodson & H. Osmólska (Eds.) 2004. The Dinosauria, Second Edition. University of California Press, ISBN 0-520-24209-2.